# Schaumparty

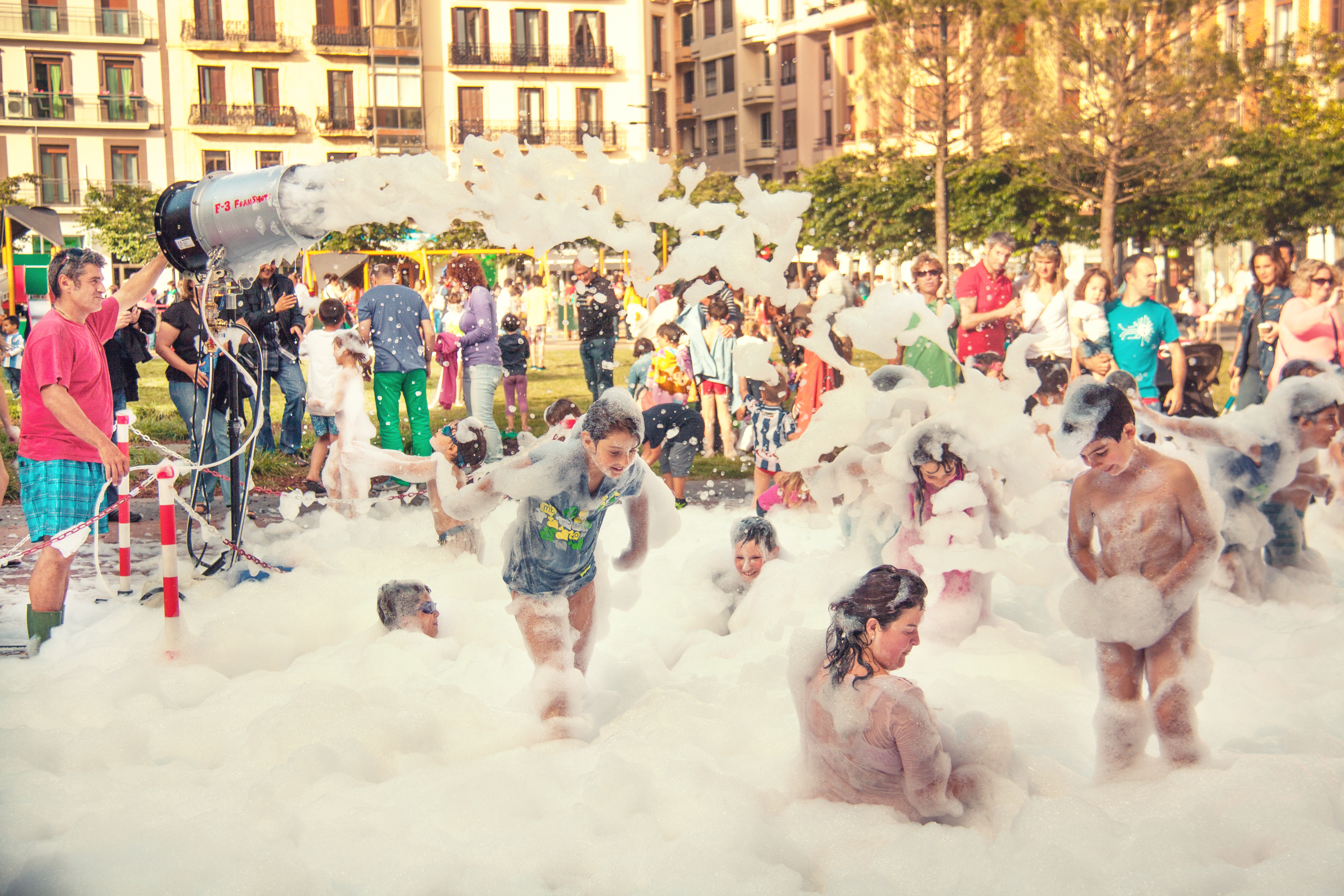
Freiluft-Schaumparty

Eine Schaumparty ist eine Festveranstaltung, bei der die Tanzfläche mithilfe von Leichtschaumgeneratoren (auch Schaumkanonen genannt) und Seifenlösung komplett mit Schaum bedeckt wird.
Die ersten modernen Schaumpartys fanden im Zuge der Spaßtourismus-Welle der 1990er Jahre auf Ibiza statt.

## Technik
Eine Mischung aus Schaumkonzentrat (Tensid) mit Wasser im Verhältnis von ca. 1:50 wird per Pumpe durch eine Vollkegeldüse (oder auch Vollkreisdüse) gegen ein feines Stoffnetz (Polyester-Lochstoff) gespritzt. Ein starker Luftstrom, der die gleiche Verlaufsrichtung wie die Flüssigkeit haben muss, drückt die Lösung durch das Netz. Dabei entsteht der Schaum an der Außenseite des Netzes.
In Abhängigkeit von Veranstaltungsdauer und -fläche werden bei einer Schaumparty so bis zu mehreren hundert Litern Schaumkonzentrat verschäumt. Moderne Schaumkanonen erreichen dabei Schaumleistungen von über 100.000 l/min und können flächige Schaumteppiche bis zu 1,5 m Höhe erzeugen.
Ende der 1990er zeigten Studenten des Massachusetts Institute of Technology mithilfe von Haushaltswaren und Geschirrspülmittel per Selbstversuch, dass eine Schaumparty auch mit einfachen Mitteln organisiert werden kann.

## Unfälle und Risiken
Da bei einer Schaumparty die gesamte Körperoberfläche in Kontakt mit der Seifenlösung geraten kann, muss deren korrekte Herstellung – insbesondere das richtige Verhältnis von Schaumflüssigkeit zu Wasser – unbedingt gewährleistet sein. Anderenfalls sind gesundheitliche Beeinträchtigungen wie Reizungen der Haut, der Schleimhäute sowie der Atemwege zu befürchten. Zudem besteht Rutschgefahr auf den meist glitschigen Böden.
Im Juli 2008 kam es zu einem tödlichen Unfall bei einer Schaumparty: In einem Luxushotel im türkischen Antalya starben drei Touristen durch einen Kurzschluss, der beim Umreißen einer Schaumkanone ausgelöst wurde.

### Schaumpartyprozess in Österreich
Auch andere Sicherheitsmängel wie Ausgleiten auf kondensierter Seifenlösung und fehlendes Sicherheitspersonal bergen Gefahren für Schaumpartybesucher. 2006 verurteilte ein österreichisches Gericht im sogenannten „Schaumpartyprozess“ drei Männer wegen fahrlässiger Gemeingefährdung mit Todesfolge zu sechs Monaten bedingter Freiheitsstrafe sowie zu Geldstrafen. 2004 war eine 17-Jährige bei einer Schaumparty im burgenländischen Oggau ausgeglitten und gestürzt. Anschließend erstickte sie unter einem Schaumberg. Unter den Verurteilten befand sich der Verleiher des Pools, der aufsichtführende Mitarbeiter des Poolverleihers sowie einer der beiden Organisatoren der Veranstaltung. Das Gericht begründete sein Urteil damit, dass der Boden rund um das Becken zu rutschig und die Treppe zu instabil gewesen sei. Weiterhin sei nicht ausreichend Sicherheitspersonal vor Ort gewesen und die Schaumparty nicht von der zuständigen Aufsichtsbehörde genehmigt worden. Der Prozess erregte großes regionales Aufsehen bis in den Burgenländischen Landtag hinein.